# Frazsiers Whip Football Club
Le Frazsiers Whip FC est un club féminin de football jamaïcain basé à Sainte-Catherine.

## Histoire
En 2019, le club atteint les quarts de finale du championnat, et s'incline lourdement (1-11) face au futur champion, Waterhouse.
Le Frazsiers Whip remporte le championnat de Jamaïque pour la première fois en 2023 en battant Cavalier 1-0, puis conserve son titre en 2024 face au même adversaire (2-1),,. Il participe à la première édition de la Coupe des champions féminine de la CONCACAF, mais termine dernier de son groupe avec quatre défaites en autant de matches.